# Josef Erbacher
Josef Erbacher (* 8. April 1910 in Grünsfeld, Kreis Tauberbischofsheim; † 8. November 1974 in Hannover) war ein deutscher Politiker (BHE, FDP).
Erbacher besuchte zunächst die Volksschule und wechselte später an die Oberrealschule in Tauberbischofsheim. Hier bestand er sein Abitur und begann im Anschluss zunächst ein tiermedizinisches, später ein volkswirtschaftliches Studium. Zum 1. Mai 1931 trat er der NSDAP bei (Mitgliedsnummer 528.344). Nach seinem Studium wurde er 1934 Sozial- und Rechtsstellenleiter der Deutschen Arbeitsfront. Ferner war Erbacher beim Aufbau der Reichswerke in Watenstedt-Salzgitter beteiligt. Zwischen 1939 und 1945 war er Kriegsteilnehmer und später Reserveoffizier. Nach dem Ende des Zweiten Weltkrieges begann er 1945 eine dreimonatige Tätigkeit als Lager- und Hofkolonnenarbeiter bei der Firma Kenne in Wolfenbüttel. Anfang 1946 begann er eine Tätigkeit in einem Anwalts- und Steuerberaterbüro.
Erbacher war zweiter Kreisvorsitzender des GB/BHE in Hannover-Stadt sowie Mitglied des Landesvorstandes. Für die BHE wurde er in der zweiten Wahlperiode zum Mitglied des Niedersächsischen Landtages vom 6. Mai 1951 bis
5. Mai 1955 gewählt. Erbacher war vom 9. Dezember 1953 bis 25. Juni 1954 Schriftführer des Niedersächsischen Landtages. Zunächst wer der Mitglied der BHE-Fraktion. Diese verließ er zum 30. Juni 1952 und trat ab 1. Juli 1952 Gruppe der Abgeordneter Büchler und Genossen bei. Seit dem 23. März 1953 gehörte er dem Bund Heimattreuer Deutscher (BHD) an. Ab dem 8. Oktober 1953 war er Mitglied der Fraktion Mitte und zuletzt ab 1. Mai 1954 Mitglied der FDP-Fraktion.